# Crisis del golfo Pérsico de 2019-2022
La crisis del Golfo Pérsico de 2019-2022 fue una escalada de las tensiones militares entre Irán y Estados Unidos tras el despliegue de activos militares en el Golfo Pérsico por El presidente de los Estados Unidos Donald Trump debido a la inteligencia que sugiere una campaña planeada por Irán y sus aliados contra las fuerzas e intereses estadounidenses en el Golfo Pérsico e Irak. Esto siguió a un aumento de las tensiones políticas entre los dos países durante la Presidencia de Donald Trump, que incluyó la retirada de Estados Unidos de la Junta Plan integral de acción (retirada de los Estados Unidos del acuerdo nuclear), la imposición de nuevas sanciones contra Irán y el reconocimiento del Cuerpo de la Guardia Revolucionaria Islámica como organización terrorista. En respuesta, Irán designó al US CENTCOM como una "organización terrorista".
Algún tiempo después de este despliegue, varios buques mercantes en el Golfo Pérsico sufrieron daños en dos incidentes  en mayo y  junio de 2019. Las naciones occidentales culparon a Irán, mientras que Irán negó su participación.
En junio Irán derribó un dron de vigilancia estadounidense  RQ-4A, casi resultando en una confrontación armada suspendida por Trump en el último momento.
Gran Bretaña confiscó un petrolero iraní en el Estrecho de Gibraltar alegando que estaba enviando petróleo a Siria en violación de las sanciones de la Unión Europea. Más tarde, Irán capturó un petrolero británico y sus tripulantes en el Golfo Pérsico, el Reino Unido respondió uniéndose a las fuerzas estadounidenses en el Golfo. Tanto Irán como Reino Unido luego liberaron los barcos.
Los Estados Unidos crearon el Constructo de Seguridad Marítima Internacional (IMSC) que "aumenta la vigilancia general y la seguridad en vías fluviales clave en el Medio Oriente", según el subsecretario de Defensa Michael Mulroy.
En septiembre se produjo un ataque a refinerías saudíes y a principios del 2020 Estados Unidos atacó mediante un dron al destacado general iraní Qasem Soleimani. Pocos días después Irán replicó con un ataque con misiles a dos bases estadounidenses.

## Antecedentes
Los eventos de esta crisis diplomática se remontan a las pruebas de Irán de sus nuevos misiles balísticos en el golfo Pérsico en febrero de 2017, lo que llamó la atención del presidente estadounidense Donald Trump, quien insistió a Irán que no prosiga con las pruebas. Como respuesta, el líder supremo iraní, Alí Jamenei, respondió que su país no tiene por qué pedir permiso a alguna nación u organización extranjera para probar sus misiles. Estados Unidos amenazó a Irán con que recibiría una respuesta inmediata y aplicó nuevas sanciones para el país asiático; Irán amenazó a los Estados Unidos con recibir una respuesta bélica por parte de ellos si seguía entrometiéndose en sus asuntos.
Israel, en un comienzo, sólo apoyó a Estados Unidos de forma diplomática, pero posteriormente decidió apoyar abiertamente a Trump y mostrarse en contra de la política de Irán. Este país respondió que Israel viola el tratado de paz con Palestina y que su política expansionista no tendrá tolerancia en Irán. El primer ministro israelí salió a confirmar que apoyaría la renegociación del Acuerdo nuclear iraní, recibiendo la buena noticia de los Estados Unidos. Países como Rusia y China apoyaron directamente a Irán. Además, también mostraron su apoyo a Reino Unido, Estado que se ha mostrado en contra de la desaparición del Acuerdo nuclear iraní.
El 8 de mayo de 2018, Estados Unidos se retiró del Plan de Acción Integral Conjunto con Irán, restableciendo las sanciones contra Irán.  La producción de petróleo de Irán ha alcanzado un mínimo histórico como resultado de las sanciones. Según la BBC, las sanciones de Estados Unidos contra Irán "han llevado a una fuerte desaceleración en la economía de Irán, empujando el valor de su moneda a mínimos históricos, cuadruplicando su tasa de inflación anual, alejando a los inversores extranjeros y desencadenando protestas". Funcionarios iraníes acusaron a Estados Unidos de librar una guerra híbrida contra Irán.

## 2019
| País                                             | Buque             | Atribuido a |
| ------------------------------------------------ | ----------------- | ----------- |
| Incidentes del 12 de mayo de 2019                |                   |             |
| Arabia Saudita                                   | Almarzoqah        | Irán        |
| Arabia Saudita                                   | Amjad             | Irán        |
| Emiratos Árabes Unidos                           | A. Michel         | Irán        |
| Noruega                                          | Andrea Victoria   | Irán        |
| Incidentes del 13 de junio de 2019               |                   |             |
| Noruega                                          | Front Altair      | Irán        |
| Japón                                            | Kokuka Courageous | Irán        |
| Buque capturado el 4 de julio de 2019            |                   |             |
| Irán                                             | Grace 1           | Reino Unido |
| Buque desaparecido el 14 de julio de 2019        |                   |             |
| Emiratos Árabes Unidos                           | MT Riah           | Irán        |
| Buque capturado el 20 de julio de 2019           |                   |             |
| Reino Unido                                      | Stena Imperio     | Irán        |
| Buque capturado el 4 de agosto de 2019           |                   |             |
| Irak                                             | No identificado   | Irán        |
| Embarcación capturada el 7 de septiembre de 2019 |                   |             |
| Filipinas                                        | No identificado   | Irán        |
| Buque capturado el 16 de septiembre de 2019      |                   |             |
| Emiratos Árabes Unidos                           | Linch             | Irán        |

Las tensiones entre Irán y los Estados Unidos aumentaron en mayo de 2019, con el despliegue de más activos militares en la región del Golfo Pérsico después de recibir informes de inteligencia de una supuesta "campaña" de Irán y sus "representantes" para amenazar a las fuerzas estadounidenses y el envío del petróleo del Estrecho de Ormuz. Los funcionarios estadounidenses señalaron las amenazas contra el envío comercial y los posibles ataques de las milicias con vínculos iraníes contra las tropas estadounidenses en Irak, al tiempo que citaron informes de inteligencia que incluían fotografías de misiles en dhows y otras pequeñas embarcaciones en el Golfo Pérsico, supuestamente colocadas allí por las fuerzas paramilitares iraníes. Estados Unidos temía que pudieran ser despedidos de su armada.
- 5 de mayo: el asesor de seguridad nacional de los EE. UU., John Bolton, anunció que los EE. UU. Estaban desplegando el grupo de ataque del portaaviones USS Abraham Lincoln y cuatro bombarderos B-52 en Oriente Medio para "enviar un mensaje claro e inconfundible" a Irán tras los informes de inteligencia israelíes de un presunto complot iraní para atacar a las fuerzas estadounidenses en la región. Bolton dijo: "Estados Unidos no busca la guerra con el régimen iraní, pero estamos totalmente preparados para responder a cualquier ataque".  El USS Abraham Lincoln desplegado está en el Mar Arábigo, fuera del Golfo Pérsico.[15]

- 7 de mayo: el Secretario de Estado de los Estados Unidos, Mike Pompeo, realizó una visita sorpresa a medianoche a Bagdad después de cancelar una reunión con la canciller alemana, Angela Merkel. Pompeo le dijo al presidente iraquí Barham Salih y al primer ministro Adel Abdul Mahdi que tenían la responsabilidad de proteger a los estadounidenses en Irak. El 8 de mayo, un asesor del ayatolá Khamenei declaró que Irán confiaba en que Estados Unidos no estaba dispuesto ni podía iniciar una guerra con Irán.[16][17]  El mismo día, Irán anunció que reduciría su compromiso con el acuerdo nuclear de JCPOA, que Estados Unidos retiró en mayo de 2018. El presidente iraní, Hassan Rouhani, estableció un plazo de 60 días para que la UE y las potencias mundiales rescaten el acuerdo actual. antes de reanudar un mayor enriquecimiento de uranio. El Comando Central de las Fuerzas Aéreas de los Estados Unidos anunció que los aviones de combate F-15C Eagle fueron reubicados dentro de la región para "defender las fuerzas e intereses estadounidenses en la región". El 10 de mayo, los EE. UU. Desplegaron el buque de transporte marítimo USS Arlington y un Batería de misil tierra-aire (SAM) Patriot a Oriente Medio. El Pentágono dijo que la acumulación fue en respuesta a "una mayor disposición iraní para realizar operaciones ofensivas.[18][19][20]

- 12 de mayo: Incidente del golfo de Omán de mayo de 2019, 4 petroleros fueron dañados en un ataque atribuido al gobierno iraní, aunque este lo desmintió.[21] Los buques fueron identificados más tarde como Almarzoqah y Amjad con bandera saudita, A. Michel con bandera emiratí y Andrea Victoria con bandera de Noruega.[22]

- 13 de junio: Incidente del golfo de Omán de junio de 2019, 2 petroleros fueron supuestamente atacados por Irán. Los dos petroleros dañados en este incidente fueron el Front Altair propiedad de una compañía noruega y el Kokuka Courageous con sede en Japón.[23]

| País                                                                       | Objetivo                                    | Sitio                  | Atribuido a    |
| -------------------------------------------------------------------------- | ------------------------------------------- | ---------------------- | -------------- |
| Derribo del dron RQ-4A Global Hawk BAMS-D del 20 de junio de 2019          |                                             |                        |                |
| Estados Unidos                                                             | Dron RQ-4A Global Hawk                      | Golfo Pérsico          | Irán           |
| Ataques a Saudi Aramco del 14 de septiembre de 2019                        |                                             |                        |                |
| Arabia Saudita                                                             | Saudi Aramco                                | Abqaiq                 |                |
| Arabia Saudita                                                             | Saudi Aramco                                | Khurais                | Irán           |
| Ataques a la Base Aérea K-1 del 27 de diciembre de 2019                    |                                             |                        |                |
| Irak                                                                       | Base Aérea K-1                              | Kirkuk                 | Kataeb Hezbolá |
| Ataques aéreos en Irak y Siria del 29 de diciembre de 2019                 |                                             |                        |                |
| Irak                                                                       | Kataeb Hezbolá                              | Ambar                  |                |
| Irak                                                                       | Kataeb Hezbolá                              | Kirkuk                 |                |
| Siria                                                                      | Kataeb Hezbolá                              | Valle del Río Éufrates | Estados Unidos |
| Ataque a la Embajada de Estados Unidos en Irak del 31 de diciembre de 2019 |                                             |                        |                |
| Irak                                                                       | Embajada de Estados Unidos en Irak          | Bagdad                 | Kataeb Hezbolá |
| Ataque al Aeropuerto Internacional de Bagdad del 3 de enero de 2020        |                                             |                        |                |
| Irak                                                                       | Qasem Soleimani Abu Mahdi al-Muhandis       | Bagdad                 | Estados Unidos |
| Bombardeo de Irán sobre Irak del 8 de enero de 2020                        |                                             |                        |                |
| Irak                                                                       | Base Aérea Al Asad                          | Ambar                  |                |
| Irak                                                                       | Base Aérea Balad                            | Erbil                  | Irán           |
| Derribo del vuelo 752 de UIA del 8 de enero de 2020                        |                                             |                        |                |
| Ucrania                                                                    | Vuelo 752 de Ukraine International Airlines | Shahriar               | Irán           |
| Ataque a la Base Aérea de Balad del 12 de enero de 2020                    |                                             |                        |                |
| Irak                                                                       | Base Aérea Balad                            | Saladino               | Kataeb Hezbolá |
| Ataque a la Embajada de Estados Unidos en Irak del 26 de enero de 2020     |                                             |                        |                |
| Irak                                                                       | Embajada de Estados Unidos en Irak          | Bagdad                 | Kataeb Hezbolá |

- 20 de junio: Irán derribó un dron de vigilancia estadounidense RQ-4A, el presidente estadounidense Donald Trump anunció en Twitter que canceló un ataque militar contra Irán en el último momento.

- 14 de septiembre: Ataques a Abqaiq y Khurais de 2019, ataque con drones a campos petrolíferos de Arabia Saudita, supuestamente perpetrado por Irán o un grupo afín no especificado.[24]

- 27 de diciembre: Ataque a la Base Aérea K-1 de 2019, atribuido a Kataeb Hezbolá por Estados Unidos, donde murió un contratista estadounidense y resultaron heridos 4 estadounidenses y 2 iraquíes.[25]

- 29 de diciembre: Ataques aéreos de diciembre de 2019 en Irak y Siria, perpetrados por Estados Unidos contra las milicias de Kataeb Hezbolá en las Gobernaciones de Ambar y Kirkuk en Irak; y en las inmediaciones del valle del Éufrates en Siria.[26]

- 31 de diciembre: Ataque a la embajada estadounidense en Iraq de 2019, supuestamente instigado por Irán.[27]

## 2020
- 3 de enero: Ataque aéreo en el Aeropuerto Internacional de Bagdad de 2020 por un dron estadounidense, falleciendo en el mismo el general iraní Qasem Soleimani y el comandante iraquí Abu Mahdi al-Muhandis, entre otros.[28][29] El gobierno iraní prometió vengar las muertes.[30]

- 5 de enero: El Consejo de Representantes de Irak aprueba la resolución especial del 5/01/2020 para la expulsión de las fuerzas extranjeras y el cierre del espacio aéreo a las actividades militares de Estados Unidos en el país.[31]

- 8 de enero: Bombardeo de Irán sobre Irak de 2020 con misiles lanzados desde Irán.[32] Derribo del Vuelo 752 de Ukraine International Airlines por parte de Irán por error.[33]

- 11 de enero: El gobierno de Irán reconoce el error y ese mismo día el general de brigada Amir Ali Hajizadeh afirmó asumir «la total responsabilidad por lo del avión».[34]

- 12 de enero: Ataque a la Base Aérea de Balad de 2020, ataque con 8 cohetes a la Base Aérea de Balad en la que resultaron heridos 4 miembros de las Fuerzas Armadas de Irak.[35]

- 26 de enero: Ataque a la embajada estadounidense en Iraq de 2020, ataque con 5 cohetes a la embajada de Estados Unidos en la Zona Verde de Bagdad, al menos 3 de los cohetes dieron en el blanco, uno de ellos en la cafetería. se atribuye el ataque a las milicias de Kataeb Hezbolá.[36]